# Silnice I/20
Silnice I/20 je česká silnice I. třídy, jeden z páteřních silničních tahů v zemi. Spojuje města Karlovy Vary, Bečov nad Teplou, Plzeň, Písek a České Budějovice. Po celé délce je po ní vedena evropská silnice E49. Celková délka silnice je 211,16 km.

## Vedení silnice

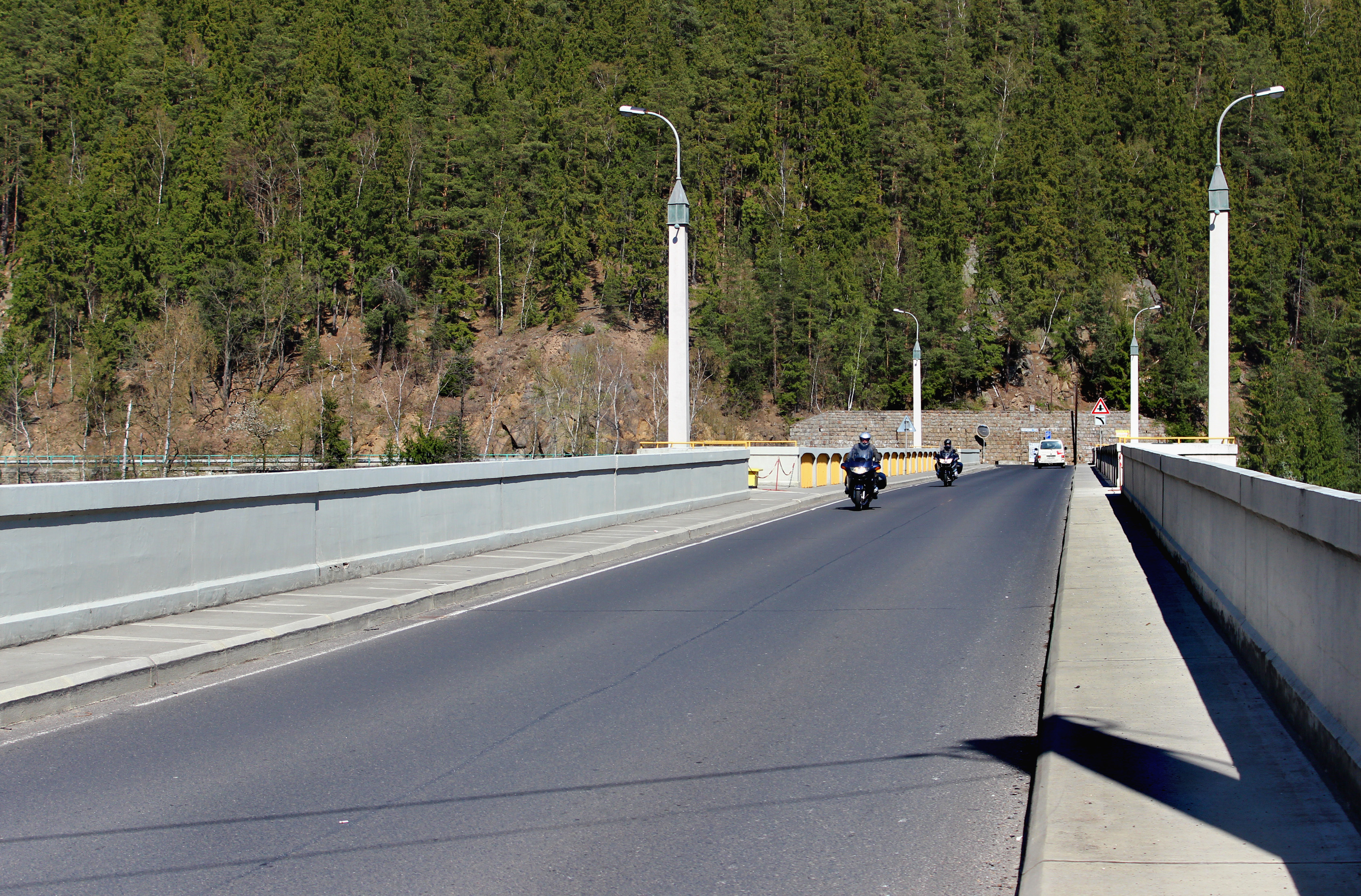
Silnice I/20 na hrázi přehrady Březová

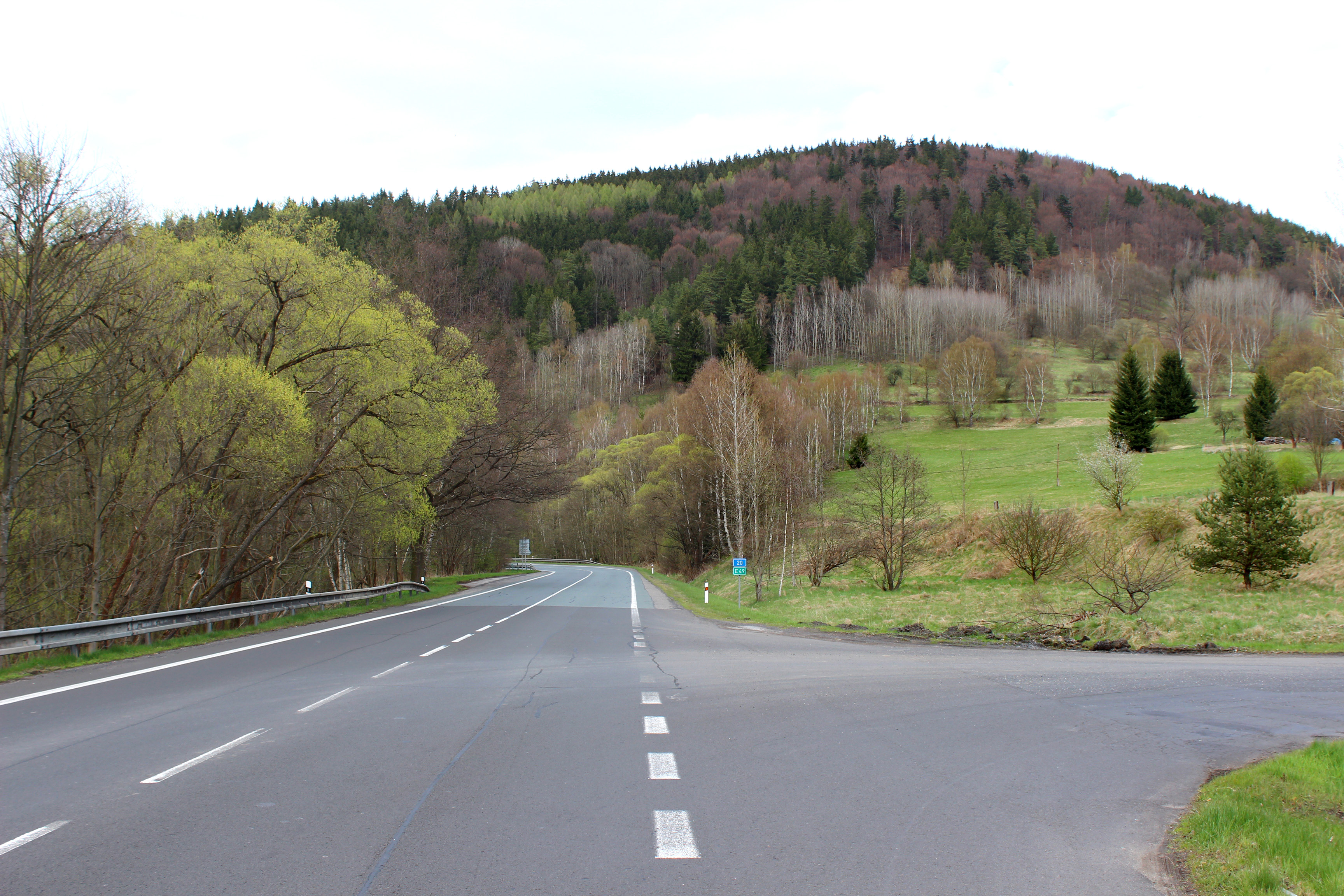
Silnice ve Vodné, části Bečova nad Teplou

### Karlovarský kraj

#### Okres Karlovy Vary
- nájezd Jenišov, exit 131 dálnice D6, E48, E442
- Tašovice
- Doubí (Karlovy Vary)
- křížení s III/2082

v těchto místech silnice několikrát překračuje hranici okresu Sokolov
- křížení s III/2094
- křížení s III/2093
- křížení s III/2083
- Teplička
- křížení s III/0205
- křížení a peáž s II/208
- křížení s III/2091
- křížení s II/208
- Bečov nad Teplou, křížení s II/230
- Krásné Údolí, křížení s III/1792 a III/19826
- Útvina, křížení s III/1794 a III/0206
- křížení s II/198
- křížení s III/19820
- křížení s III/19818 a III/19819
- křížení s III/19821
- křížení s III/2104

### Plzeňský kraj

#### Okres Plzeň-sever
- Bezvěrov, křížení s III/1939
- křížení s III/20148 a III/2102
- křížení s II/201
- křížení s III/20150
- křížení s II/201
- křížení s III/20153
- křížení s III/02016
- křížení s II/193
- Úněšov, křížení s II/193 a II/204
- křížení s III/02014 a III/02015
- křížení s III/02013
- křížení s III/02012
- křížení s III/02011
- křížení s III/0209
- křížení s III/02010
- křížení s III/2051
- křížení s III/2052
- křížení s II/205 a II/180
- křížení s III/1802
- křížení s II/180
- křížení s III/18052
- křížení s III/18051

#### Okres Plzeň-město
- Plzeň
  - křížení s I/20H a III/1808
  - křížení a peáž s I/27
  - křížení a peáž s I/26
  - křížení s III/18019 a III/18032
  - peáž po III/18020, křížení s I/20I

Navazuje spojka mezi III/18020 a dálnicí D5
Pokračuje od dálnice D5
- křížení s II/180
- křížení s III/18025
- Losiná
- křížení s I/19, II/183 a III/18026
- Chválenice, křížení s III/18329, III/1771 a III/1775
- Želčany, křížení s III/1774 a III/1777

#### Okres Plzeň-jih
- křížení s III/1776 a III/1779
- MUK s II/178
- křížení s III/11750
- Chocenická Lhota, křížení s III/11753
- Kotousov, křížení s II/117
- Chocenice
- Zhůř, křížení s III/02011
- Měcholupy
- křížení s III/0212
- křížení s III/11747
- křížení s II/230 (která má před 1/20 přednost), peáž s II/191
- Nepomuk, křížení s II/187, II/191 a III/1875
- křížení s III/18614
- křížení s III/18616
- křížení s II/188
- Životice, křížení s III/17721
- Kasejovice, křížení s III/11720, III/1882, III/02015

### Jihočeský kraj

#### Okres Strakonice
- Lnáře, křížení s II/174 a II/177
- Tchořovice, křížení s III/1218
- Blatná, křížení s III/1215, III/1399, II/173, II/175, III/1216
- křížení s III/1214
- Hněvkov
- křížení s III/1212
- Sedlice, křížení s III/1213 a III/1211
- křížení s II/173

#### Okres Písek
- křížení s III/02022
- křížení s III/00424

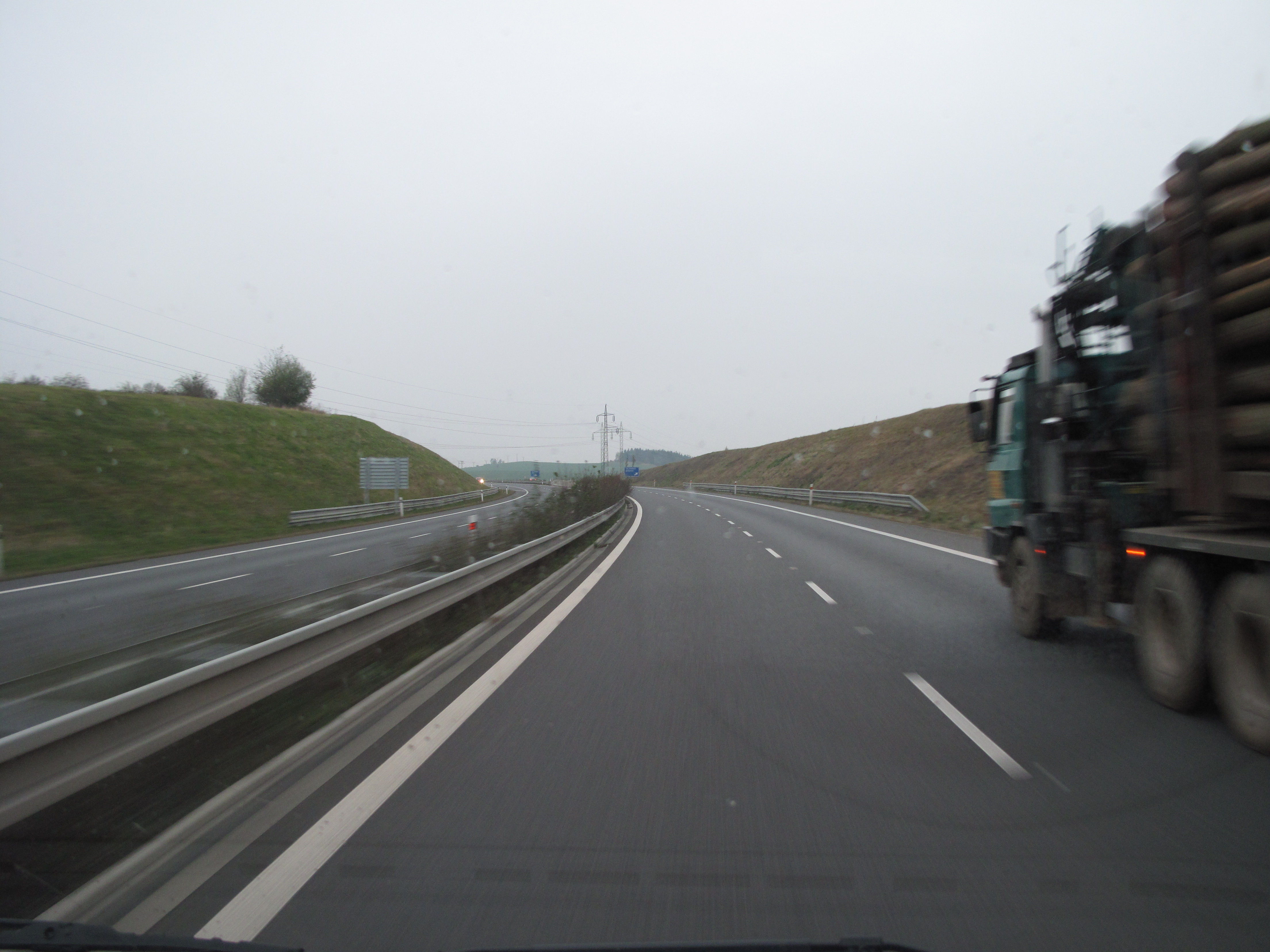
Silnice I/20 u obce Chlaponice (pohled k severozápadu)

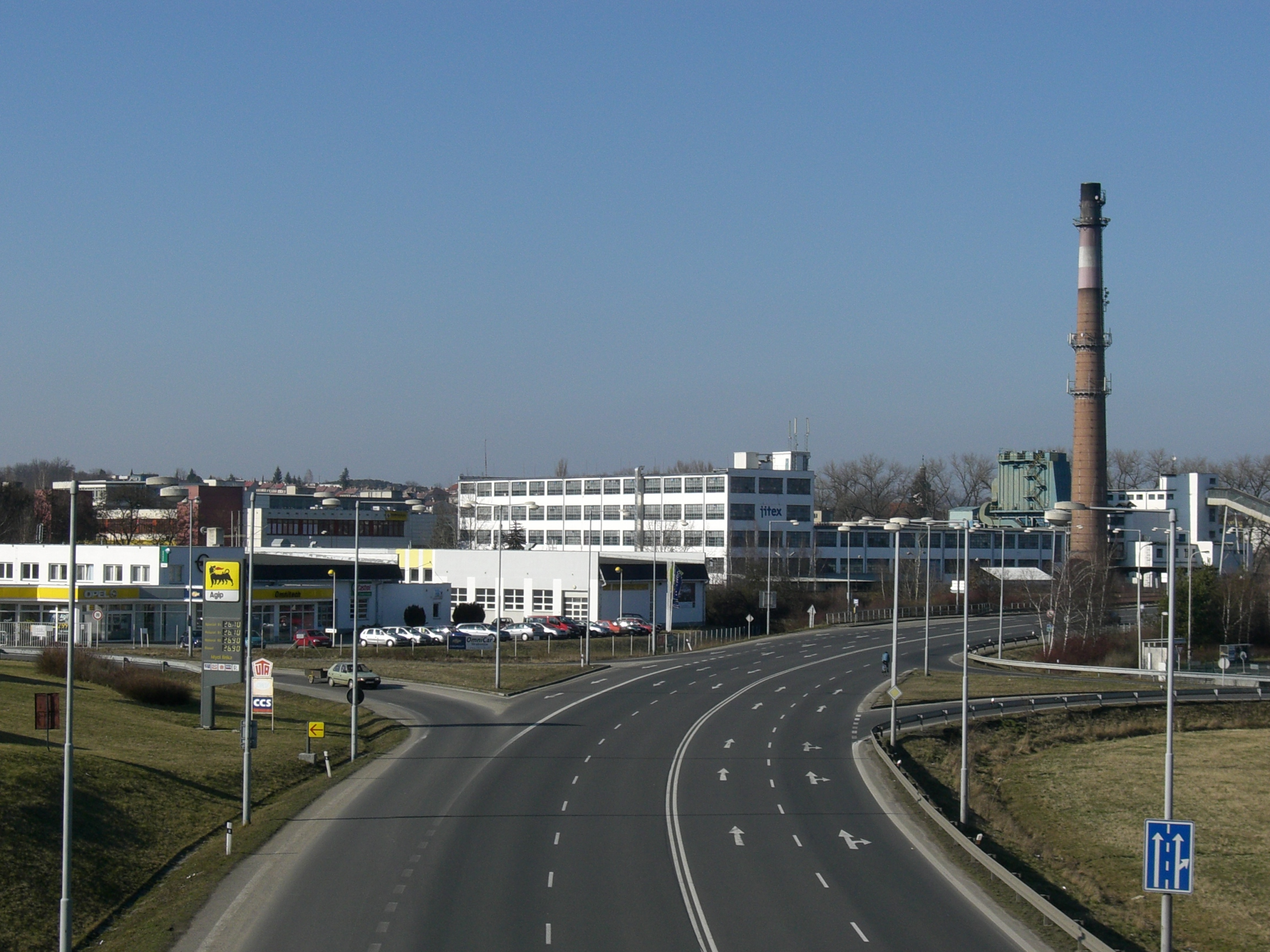
Silnice I/20 v Písku, křižovatka s ulicí Hradišťskou (pohled k severu)

- křížení s I/4 a II/604, MÚK Nová Hospoda čtyřpruhový úsek = silnice pro motorová vozidla
- křížení s III/02023 Mladotice, Chlaponice
- křížení s III/12116
- Písek, křížení s II/140
- křížení s I/29
- křížení s III/1402 a III/1403
- křížení s III/02026 a II/159
- Selibov
- křížení s III/02027
- křížení s III/02028 a III/02030
- křížení s III/1404 a III/02032
- křížení s III/1444

#### Okres Strakonice
- křížení s III/02033
- křížení s I/22
- křížení s II/141
- křížení s III/12231
- křížení s III/12233 a III/12232
- křížení s III/12246

#### Okres Prachatice
- křížení s III/12245

#### Okres České Budějovice
- křížení s II/122
- křížení s III/02224 a III/02225
- křížení s III/02226 a III/14546
- Češnovice, křížení s II/145
- křížení s III/14321 a III/10582
- Dasný
- křížení s II/105
- České Budějovice
  - České Vrbné
  - Sídliště Vltava
  - křižovatka s I/3, E55 (E49 pokračuje po I/34)

## Modernizace silnice
| Číslo | Název                                            | Délka        | Kategorie                 | Zahájení výstavby | Uvedení do provozu | Křižovatky                         |
| ----- | ------------------------------------------------ | ------------ | ------------------------- | ----------------- | ------------------ | ---------------------------------- |
| K65   | Karlovy Vary, přestavba OK Tašovice              | —            | —                         | plánováno 2027    | plánováno 2029     |                                    |
| K62   | Bečov nad Teplou, serpentiny                     | 0,8 km       | 7,5/40                    | 03/2024           | 11/2024            |                                    |
| P50   | Plzeň, Plaská – Na Roudné – Chrástecká, 2. etapa | 3,9 km       | 20/60                     | 03/2019           | 09/2021            |                                    |
| P71   | Plzeň, Jateční – Na Roudné                       | 3,2 km       | 18,5/70                   | plánováno 2028    | plánováno 2032     |                                    |
| P80   | Plzeň, most gen. Pattona                         | 0,2 km       | 20/60                     | 03/2017           | 11/2018            |                                    |
| P66   | Plzeň, Jasmínová – Jateční                       | 3,0 km       | 22,5/18,5/70              | plánováno 2030    | plánováno 2034     | Lobezská Cvokařská                 |
| P52   | Plzeň, K Dráze–Jasmínová                         | 0,7 km       | 21,5/50 20/50             | 04/2008           | 10/2010            |                                    |
| P79   | Losiná, obchvat                                  | 5,4 km       | 21,5/100 11,5/90          | plánováno 2027    | plánováno 2029     | Losiná Chválenice                  |
| P86   | Chválenice, přeložka                             | 7,7 km       | 11,5/90                   | plánováno 2029    | plánováno 2032     | Chlum                              |
|       | Seč – Nepomuk – Životice                         | 19,9 22,8 km | 11,5/80                   | bude oznámeno     | bude oznámeno      |                                    |
| P92   | Životice, obchvat                                | 4,8 km       | 11,5/80                   | bude oznámeno     | bude oznámeno      |                                    |
| P51   | Kasejovice, obchvat                              | 4,1 km       | 9,5/80                    | plánováno 2028    | plánováno 2030     | Kasejovice-východ Kasejovice-západ |
| C52   | Hněvkov – Sedlice                                | 6,6 km       | 9,5/90                    | plánováno 2026    | plánováno 2029     | Sedlice                            |
| C73   | Písek – Protivín 2+1                             | 10,0 km      | 13,5/90                   | plánováno 2029    | plánováno 2032     | Písek Semice Myšenec Tálín         |
| C89   | Protivín, most ev. č. 20-075                     | 1366 m       | 13,5/90 9,5/90            | plánováno 2026    | plánováno 2028     |                                    |
| C74   | Protivín – Vodňany 2+1                           | 6,8 km       | 13,5/90                   | plánováno 2027    | plánováno 2029     | Protivín Vodňany                   |
| C75   | Vodňany – Nová Hospoda 2+1                       | 8,6 km       | 13,5/90                   | plánováno 2028    | plánováno 2029     |                                    |
| C76   | Nová Hospoda – Pištín 2+1                        | 6,9 km       | 13,5/90                   | plánováno 2028    | plánováno 2030     |                                    |
| C62   | Pištín – České Vrbné                             | 8,5 km       | 13,5/90 21,5/110 20,75/90 | 08/2024           | plánováno 2027     | Češnovice České Vrbné              |
| C64   | České Budějovice, severní spojka                 | 2,5 km       | 9/70 9/50                 | 11/2024           | plánováno 2027     |                                    |
| C72   | České Budějovice, Okružní ulice                  | 1,2 km       | 30,75/19,5/50             | plánováno 2028    | plánováno 2030     |                                    |

## Starší stavby
Stavby před rokem 2011.
| Název                             | Délka  | Kategorie                 | Zahájení výstavby | Uvedení do provozu | Křižovatky                              |
| --------------------------------- | ------ | ------------------------- | ----------------- | ------------------ | --------------------------------------- |
| K Dráze – Jasmínová               | 0,7 km | 20/60 21/50 9,5/50        | 04/2008           | 10/2010            |                                         |
| D5 – K dráze                      | 5,9 km | 22,5/80,60                | 09/2001           | 12/2003            | Bárvínkova                              |
| Seč, přeložka                     | 2,8 km | 11,5/80 1/2 profil 22/100 | 1976              | 1980               | Seč                                     |
| Prádlo, přeložka                  | 1,3 km | 9,5/80                    | 1961              | 1963               |                                         |
| Třebčice, obchvat                 | 2,8 km | 11,5                      | —                 | 1986               |                                         |
| Písek 7. stavba                   | 5,9 km | 22,5/80                   | 02/2003           | 11/2004            | Chlaponice Krašovice                    |
| Přeložka mimo Protivín            | 5,0 km | 11/5                      | 07/1971           | 06/1975            |                                         |
| Přeložka Ï/20 a I/22 mimo Vodňany | 6 km   | 11,5/80                   | 11/1993           | 07/1997            | Vodňany sever Vodňany střed Vodňany Jih |

## Související silnice
- I/20H, spojka v severní části Plzně mezi I/20 a III/1808
- I/20I spojka od křižovatky I/20 a III/18020 – křížení s II/180H a III/18023 – křížení s dálnicí D5 – pokračuje jako I/20

## Související silnice III. třídy
- III/0205 ???
- III/0206 Útvina (I/20) – Sedlo – Brť, křížení s III/19824
- III/0209 odbočka na Klenovice
- III/0210 odbočka na Radimovice
- III/0211 Zhůř, odbočka na Jarov – Kokořov, křížení s II/230
- III/02012 odbočka na Prádlo – Novotníky, křížení s II/230
- III/02013 odbočka na Mohelnice – Čmelíny – Kladrubce, křížení s III/17721
- III/02014 křižovatka s II/188, odbočka na Podhůří
- III/02015 Kasejovice – Hradiště, křížení s III/02017 – křížení s III/02016 a III/02018 – Bezděkov – křižovatka s MK do Chanovic – Slatina – Svéradice, křížení s II/174
- III/02016 odbočka z III/02016 na Nezdřev
- III/02017 Tchořovice – III/02018 – II/174 – Hradiště, křížení s III/02015
- III/02018 odbočka z III/02015 – Záhorčičky – III/02017
- III/02019 Blatná – Vrbno – Kadov, křížení s II/174
- III/02020 stará silnice I/20 do Písku od severu – II/139
- III/02021 spojnice Lažany, křížení s III/1731 – Milčice
- III/02022 odbočka z I/20 na Dubí Horu
- III/02023 odbočka z MÚK na Bošovice
- III/02024 Čížová, křížení s III/1219 – Borečnice – Topělec – Písek, křížení s II/139
- III/02025 Písek, křížení s II/139 – Vrcovice – křížení s III/0331 – Vojníkov – Držov – Louka – Jistec, přerušení řekou a úsek k III/12112
- III/02026 odbočka na Nový Dvůr
- III/02027 odbočka na Maletice
- III/02028 odbočka na Žďár, křížení s III/02029 – Tálín, křížení s II/159 a III/0231
- III/02029 Žďár, křížení s III/02028 – Nová Ves u Protivína
- III/02030 odbočka na Myšenec
- III/02031 Protivín, křížení s III/1404 – Milenovice
- III/02032 Protivín – Chvaletice – Kloub – Pohorovice, křížení s III/02223 – Skočice, křížení s I/22
- III/02033 odbočka na Radčice
- III/02224 odbočka na Plástovice
- III/02225 I/20 – Vlhlavy – Malé Chrášťany – II/145
- III/02226 I/20 – Pištín – Pašice